# Esponsorama Racing
Esponsorama Racing è una squadra di corse motociclistiche che gareggia nel Campionato del Mondo Moto3 e sotto il nome Avintia Esponsorama Racing nel Campionato del Mondo MotoE con una licenza andorrana.
La squadra è stata fondata nel 1994 da Raúl Romero e Josep Oliva come By Queroseno Racing, nota anche come Team BQR. Nel 2012 il team ha cambiato nome in Avintia Racing, a seguito di un'alleanza tra BQR e il Grupo Avintia. Nel 2020 ha cambiato nuovamente nome in Esponsorama Racing, in linea con il nome registrato della società, sebbene il Grupo Avintia sia rimasto come sponsor principale. Al termine della stagione 2022 (corsa nella singola categoria Moto3), il team annuncia il ritiro dalle competizioni mondiali, dopo 23 stagioni di attività tra le varie classi del motomondiale.

## Competizioni nazionali
Fin dalla sua fondazione, nel 1994 questo Team è attivo nei vari livelli del campionato Spagnolo Velocità. Tra i successi più importanti conseguiti in questo contesto, si possono contare tre titoli nella classe Fórmula Extreme e due nella classe 125 con i piloti José David de Gea, Stefan Bradl ed Efrén Vázquez.

## Motomondiale

### Classe 125
Il team prende parte alle ultime tre stagioni di questa categoria: 2009, 2010 e 2011 utilizzando sempre motociclette Aprilia. In occasione del Gran Premio di Gran Bretagna ottiene il primo podio di categoria col pilota locale Scott Redding. Nell'ultima stagione di questa categoria, il 2011, il team ottiene le prime vittorie nel Motomondiale con il pilota Maverick Viñales che vince quattro Gran Premi.

### Classe 250
In questa categoria l'unica partecipazione del team risale alla stagione 2009 quando viene schierata un'unica Aprilia RSA 250 affidata all'esperto pilota spagnolo Alex Debón che, in occasione del Gran Premio di Germania, grazie al secondo posto finale, regala al Team il primo podio nel contesto del Motomondiale.

### Moto3
Il team partecipa a questa categoria nella stagione 2018 mettendo in pista un'unica KTM RC 250 GP affidata al belga Livio Loi. A partire dal Gran Premio di Germania Loi viene sostituito dallo spagnolo Vicente Pérez, fino al termine della stagione. La stagione si chiude al sedicesimo posto in graduatoria Team con ventiquattro punti ottenuti. Nel 2019 il team si affida allo spagnolo Vicente Pérez poi sostituito, a partire dal Gran Premio di Assen da Stefano Nepa. La stagione si conclude al 15º posto in classifica squadre. Nel 2020, con il pilota titolare Carlos Tatay il team si classifica al quattordicesimo posto in classifica a squadre. Nel 2021 prende forma la collaborazione con SKY Racing Team VR46 per far correre Niccolò Antonelli ed Elia Bartolini (solo per alcuni eventi), a fianco del confermato Tatay. Antonelli conclude la stagione, prima del passaggio in Moto2 al sesto posto in classifica mondiale conquistando quattro piazzamenti a podio e una pole position. Tatay chiude ventunesimo ed il team al sesto posto in classifica a squadre. Per la stagione 2022 il team ufficializza una nuova lineup di piloti, formata dai 2 piloti italiani: Matteo Bertelle e Elia Bartolini. Oltre a ciò, ufficializza un accordo con QJMotor, che diventa title sponsor del team. Bartolini porta a termine tutte le gare in calendario tranne una classificandosi ventiduesimo. Bertelle è costretto a saltare metà campionato per infortunio venendo sostituito da Luca Lunetta e Nicola Fabio Carraro. La classifica a squadre vede Esponsorama classificarsi al tredicesimo posto.

### Moto2
Il team fa il suo esordio in questa categoria nella stagione inaugurale: il 2010. In questa stagione vengono schierate motociclette BQR-Moto2 affidate ai piloti titolari Yonny Hernández e Mashel Al Naimi.  Hernández ottiene i primi punti della Moto2 permettendo a BQR di ottenere la nona piazza in classifica costruttori.
Nel 2011 il team utilizza motociclette FTR; i piloti titolari sono il confermato Hernández, Esteve Rabat e Kenny Noyes. Rabat in occasione del Gran Premio di Indianapolis ottiene il primo podio di categoria giungendo terzo al traguardo. Nel 2012 il team si schiera con un solo pilota: Julián Simón. Dopo aver disputato la gara inaugurale con la stessa motocicletta della stagione precedente, il team passa ad utilizzare la Suter MMX. Simón chiude la stagione al tredicesimo posto in classifica piloti con due piazzamenti a podio ottenuti. Nel 2013 il piloti titolari sono il britannico Kyle Smith e lo spagnolo Toni Elías, entrambi sostituiti a stagione in corso. Nonostante il cambio di motocicletta, in questa stagione infatti, viene usata la più performante Kalex Moto2, il Team non ottiene piazzamenti a podio ma solo qualche punto mondiale.

### MotoGP
Nel 2012 esordisce in MotoGP prendendo la denominazione di Avintia Racing, ingaggiando come piloti lo spagnolo Iván Silva e il colombiano Yonny Hernández. La moto utilizzata è una CRT, la BQR-FTR, i piloti titolari e i vari sostituti avvicendatisi durante la stagione mettono insieme 44 punti iridati che valgono al team il 10º posto in classifica Team.
Per la stagione 2013 il team cambia entrambi i piloti, vengono ingaggiati lo spagnolo Héctor Barberá ed il giapponese Hiroshi Aoyama. La moto utilizzata per questa stagione è ancora una CRT: l'inglese FTR MGP13. Nonostante il cambio di moto e piloti, i risultati sono in linea con quelli della stagione precedente: 49 punti conquistati ed un altro decimo posto in classifica squadre. L'anno successivo Barberá viene confermato mentre al posto del giapponese Aoyama arriva il francese Mike Di Meglio, entrambi sono stati confermati per il 2015. La moto utilizzata in questa stagione è la Avintia GP14 in configurazione Open, anche se lo spagnolo Barberá, a partire dal Gran premio di Aragona avrà a disposizione una Ducati Desmosedici GP14 in configurazione Open. Con questa nuova moto in occasione del Gran Premio d'Australia Barberá ottiene il miglior piazzamento di sempre per questo team arrivando quinto al traguardo. Per il team la stagione si chiuede al decimo posto con 35 punti.
Nel 2015, il team passa completamente a moto Ducati, schierando due Desmosedici GP14 in configurazione Open. La stagione finisce col nono posto in classifica squadre e 41 punti ottenuti. Nel 2016, confermato lo spagnolo Barberá, al posto di Di Meglio, che diventa collaudatore per Aprilia, arriva un altro francese: Loris Baz, proveniente dal team Forward-Yamaha. Le moto schierate n questa stagione sono ancora delle Desmosedici GP14, adattate ai nuovi regolamenti 2016. Nel 2017 il team si schiera con gli stessi piloti della stagione precedente, sempre con motociclette Ducati, una GP16 per Barberá e una GP15 per Baz.
Nel 2018 il team cambia entrambi i piloti, si schiera infatti con il belga Xavier Siméon e lo spagnolo Esteve Rabat. Nel 2019 il team rimane legato a Ducati che affida due GP18 al confermato Esteve Rabat e Karel Abraham. La stagione si conclude al'undicesimo posto in graduatoria a squadre; miglior risultato stagionale è il nono posto ottenuti da Rabat in occasione del Gran Premio di Catalogna. Nel 2020 la squadra conferma Esteve Rabat e ingaggia Johann Zarco, entrambi i piloti equipaggiati con la motocicletta dell'anno precedente, la Ducati GP19. L'8 agosto 2020 in occasione del Gran Premio della Repubblica Ceca, la squadra ottiene la prima pole position in MotoGP con Johann Zarco e il 9 agosto ottiene il suo primo podio, con il terzo posto conquistato sempre da Zarco. Chiude la stagione al decimo posto in classifica a squadre. Nel 2021 il team porta in pista due piloti esordientiː Enea Bastianini e Luca Marini (quest'ultimo con la livrea dello SKY Racing Team VR46), rispettivamente primo e secondo nella stagione precedente in Moto2. La stagione si conclude all'ottavo posto in classifica a squadre con Bastianini che sfiora il titolo di Rookie of the Year e ottiene due piazzamenti a podio. Al termine della stagione 2021, il team non si iscriverà alla stagione 2022, terminando così l'avventura nella classe regina.

### MotoE
Nel 2019 si disputa, in concomitanza con le gare del motomondiale, la prima edizione della Coppa del mondo di MotoE. Avintia schiera due Energica Ego coi piloti Xavier Siméon e Eric Granado. Entrambi in corsa per la conquista del titolo, chiudono rispettivamente al sesto e al terzo posto in classifica piloti, con Granado vincitore delle due gare a Valencia. Nel 2020 al confermato Granado che vince un Gran Premio, è affiancato Xavier Cardelús. I due chiudono settimo e quindicesimo in campionato. Nel 2021 viene riconfermato Xavier Cardelús, che chiude sedicesimo, e viene ingaggiato il portoghese Andre Pires che chiude diciottesimo. Il 2022 vede il team schierarsi con il solo Cardelús. Il pilota andorrano è costretto a saltare alcuni eventi in questa stagione a causa di infortuni venendo sostituito dagli spagnoli Unai Orradre e Yeray Ruiz. La stagione si conclude con Cardelús quindicesimo in classifica con trentun punti.

## Mondiale Supersport
Le uniche partecipazioni del team alle competizioni mondiali per motociclette derivate dalla serie sono state nel Campionato mondiale Supersport: nel 2000 e nel 2006. In entrambi i casi vengono schierate motociclette Honda, affidate agli spagnoli Eduard Ullastres e Victor Carrasco che prendono parte, in qualità di wild card alle gare in territorio spagnolo. Nessuno dei due ottiene punti validi per la classifica mondiale.

## Risultati in MotoGP
I punti e il risultato finale sono la somma dei punti ottenuti da entrambi i piloti (diversamente dalla classifica costruttori) e il risultato finale si riferisce al team e non al costruttore.
| Anno | Moto    | Gomme | Piloti          |    |     |     |    |    |    |     |    |     |    |    |     |    |     |     |     |     |     |  | Punti | Pos. |
| ---- | ------- | ----- | --------------- | -- | --- | --- | -- | -- | -- | --- | -- | --- | -- | -- | --- | -- | --- | --- | --- | --- | --- |  | ----- | ---- |
| 2012 | BQR-FTR | B     | Iván Silva      | 16 | 15  | Rit | 18 | 20 | 18 | 12  | 18 | 16  | 14 | 12 | Rit |    |     | Rit | Rit | 15  | Rit |  | 44    | 10º  |
| 2012 | BQR-FTR | B     | Yonny Hernández | 14 | Rit | Rit | 15 | 18 | 15 | Rit | 14 | Rit | 12 | 9  | 12  | 12 | 13  | Rit | NP  | Inf | Inf |  | 44    | 10º  |
| 2012 | BQR-FTR | B     | David Salom     |    |     |     |    |    |    |     |    |     |    |    |     | 15 | Rit |     |     |     |     |  | 44    | 10º  |
| 2012 | BQR-FTR | B     | Kris McLaren    |    |     |     |    |    |    |     |    |     |    |    |     |    |     |     |     | NQ  |     |  | 44    | 10º  |
| 2012 | BQR-FTR | B     | Hiroshi Aoyama  |    |     |     |    |    |    |     |    |     |    |    |     |    |     |     |     |     | 13  |  | 44    | 10º  |

| Anno | Moto      | Gomme | Piloti          |    |    |    |    |     |     |     |    |    |    |     |    |     |     |    |    |    |    |  | Punti | Pos. |
| ---- | --------- | ----- | --------------- | -- | -- | -- | -- | --- | --- | --- | -- | -- | -- | --- | -- | --- | --- | -- | -- | -- | -- |  | ----- | ---- |
| 2013 | FTR MGP13 | B     | Héctor Barberá  | 13 | 18 | 12 | 18 | 10  | Rit | 20  | 11 | 10 | 16 | Rit | 13 | Rit | Rit | 14 | 14 | 16 | 12 |  | 49    | 10º  |
| 2013 | FTR MGP13 | B     | Hiroshi Aoyama  | 15 | 17 | 18 | 19 | Rit | Inf | Inf | 17 | 16 | 15 | 14  | 18 | 14  | 14  | 11 | 20 | 17 | 16 |  | 49    | 10º  |
| 2013 | FTR MGP13 | B     | Javier Del Amor |    |    |    |    |     | 15  |     |    |    |    |     |    |     |     |    |    |    |    |  | 49    | 10º  |
| 2013 | FTR MGP13 | B     | Iván Silva      |    |    |    |    |     |     | 23  |    |    |    |     |    |     |     |    |    |    |    |  | 49    | 10º  |

| Anno | Moto                              | Gomme | Piloti         |     |    |    |     |     |     |     |    |    |     |    |    |     |    |    |    |    |    |  | Punti | Pos. |
| ---- | --------------------------------- | ----- | -------------- | --- | -- | -- | --- | --- | --- | --- | -- | -- | --- | -- | -- | --- | -- | -- | -- | -- | -- |  | ----- | ---- |
| 2014 | Avintia GP14 e Ducati Desmosedici | B     | Héctor Barberá | Rit | 15 | 16 | 15  | Rit | Rit | 19  | 18 | 18 | Rit | 17 | 19 | 19  | 19 | 15 | 5  | 9  | 11 |  | 35    | 10º  |
| 2014 | Avintia GP14 e Ducati Desmosedici | B     | Mike Di Meglio | 17  | 18 | 19 | Rit | 19  | 18  | Rit | 20 | 22 | 12  | 18 | 20 | Rit | 17 | 19 | 14 | 13 | 21 |  | 35    | 10º  |

| Anno | Moto               | Gomme | Piloti         |    |     |    |    |     |    |    |     |     |    |    |    |    |    |    |    |    |     |  | Punti | Pos. |
| ---- | ------------------ | ----- | -------------- | -- | --- | -- | -- | --- | -- | -- | --- | --- | -- | -- | -- | -- | -- | -- | -- | -- | --- |  | ----- | ---- |
| 2015 | Ducati Desmosedici | B     | Héctor Barberá | 15 | 12  | 13 | 14 | 13  | 13 | 16 | Rit | 13  | 15 | 16 | 13 | 18 | 16 | 9  | 16 | 13 | 16  |  | 41    | 9º   |
| 2015 | Ducati Desmosedici | B     | Mike Di Meglio | 19 | Rit | 18 | 22 | Rit | 16 | 14 | 18  | Rit | 17 | 18 | 14 | 13 | 20 | 15 | 20 | 18 | Rit |  | 41    | 9º   |

| Anno | Moto               | Gomme | Piloti         |     |     |    |    |    |     |     |     |    |    |   |    |     |    |    |     |   |    |  | Punti | Pos. |
| ---- | ------------------ | ----- | -------------- | --- | --- | -- | -- | -- | --- | --- | --- | -- | -- | - | -- | --- | -- | -- | --- | - | -- |  | ----- | ---- |
| 2016 | Ducati Desmosedici | M     | Héctor Barberá | 9   | 5   | 9  | 10 | 8  | 12  | 11  | 6   | 9  | SQ | 5 | 14 | 13  | 13 |    |     | 4 | 11 |  | 139   | 9º   |
| 2016 | Ducati Desmosedici | M     | Mike Jones     |     |     |    |    |    |     |     |     |    |    |   |    |     |    | 18 | 15  |   |    |  | 139   | 9º   |
| 2016 | Ducati Desmosedici | M     | Loris Baz      | Rit | Rit | 15 | 13 | 12 | Rit | Inf | Inf | 17 | 13 | 4 | NP | Inf | 18 | 16 | Rit | 5 | 18 |  | 139   | 9º   |
| 2016 | Ducati Desmosedici | M     | Michele Pirro  |     |     |    |    |    |     | 15  | Rit |    |    |   |    |     |    |    |     |   |    |  | 139   | 9º   |
| 2016 | Ducati Desmosedici | M     | Javier Forés   |     |     |    |    |    |     |     |     |    |    |   |    | Rit |    |    |     |   |    |  | 139   | 9º   |

| Anno | Moto               | Gomme | Piloti         |    |    |     |    |     |    |    |    |    |     |    |    |     |    |    |    |     |    |  | Punti | Pos. |
| ---- | ------------------ | ----- | -------------- | -- | -- | --- | -- | --- | -- | -- | -- | -- | --- | -- | -- | --- | -- | -- | -- | --- | -- |  | ----- | ---- |
| 2017 | Ducati Desmosedici | M     | Héctor Barberá | 13 | 13 | 14  | 12 | Rit | 14 | 9  | 16 | SQ | 20  | 17 | 14 | Rit | 18 | 14 | 20 | 14  | 15 |  | 73    | 11º  |
| 2017 | Ducati Desmosedici | M     | Loris Baz      | 12 | 11 | Rit | 13 | 9   | 18 | 12 | 8  | 19 | Rit | 9  | 15 | 16  | 21 | 10 | 18 | Rit | 16 |  | 73    | 11º  |

| Anno | Moto               | Gomme | Piloti             |    |    |    |    |     |    |     |     |    |     |     |    |     |     |     |     |     |     |     | Punti | Pos. |
| ---- | ------------------ | ----- | ------------------ | -- | -- | -- | -- | --- | -- | --- | --- | -- | --- | --- | -- | --- | --- | --- | --- | --- | --- | --- | ----- | ---- |
| 2018 | Ducati Desmosedici | M     | Esteve Rabat       | 11 | 7  | 8  | 14 | Rit | 13 | Rit | 16  | 13 | Rit | 11  | AN | Inf | Inf | Inf | Inf | Inf | Inf | Inf | 37    | 12º  |
| 2018 | Ducati Desmosedici | M     | Christophe Ponsson |    |    |    |    |     |    |     |     |    |     |     |    | 23  |     |     |     |     |     |     | 37    | 12º  |
| 2018 | Ducati Desmosedici | M     | Xavier Siméon      | 21 | 21 | 20 | 17 | 18  | 17 | Rit | Rit | 19 | 20  | Rit | AN | Rit | 19  | 18  | 16  | 15  | 17  | NP  | 37    | 12º  |
| 2018 | Ducati Desmosedici | M     | Jordi Torres       |    |    |    |    |     |    |     |     |    |     |     |    |     | 20  | 19  | 17  | 17  | NP  | 15  | 37    | 12º  |

| Anno | Moto               | Gomme | Piloti        |    |     |    |    |     |     |     |    |    |    |     |    |    |    |    |    |     |     |    | Punti | Pos. |
| ---- | ------------------ | ----- | ------------- | -- | --- | -- | -- | --- | --- | --- | -- | -- | -- | --- | -- | -- | -- | -- | -- | --- | --- | -- | ----- | ---- |
| 2019 | Ducati Desmosedici | M     | Esteve Rabat  | 19 | Rit | 15 | 15 | Rit | Rit | 9   | 16 | 11 | 16 | Rit | 16 | 13 | 15 | 17 | NP | Rit | Inf | 11 | 32    | 11º  |
| 2019 | Ducati Desmosedici | M     | Karel Abraham | 18 | Rit | 16 | 16 | SQ  | 14  | Rit | 17 | 15 | 19 | 15  | 15 | 17 | 18 | 19 | 18 | 14  | 17  | 14 | 32    | 11º  |

| Anno | Moto               | Gomme | Piloti       |    |    |    |    |     |    |     |     |     |     |    |    |     |     |    |  |  |  |  | Punti | Pos. |
| ---- | ------------------ | ----- | ------------ | -- | -- | -- | -- | --- | -- | --- | --- | --- | --- | -- | -- | --- | --- | -- |  |  |  |  | ----- | ---- |
| 2020 | Ducati Desmosedici | M     | Esteve Rabat | NE | 14 | 11 | 16 | 16  | 21 | Rit | Rit | 15  | Rit | 20 | 14 | Rit | 17  | 18 |  |  |  |  | 87    | 10º  |
| 2020 | Ducati Desmosedici | M     | Johann Zarco | NE | 11 | 9  | 3  | Rit | 14 | 15  | 11  | Rit | 5   | 10 | 5  | 9   | Rit | 10 |  |  |  |  | 87    | 10º  |

| Anno | Moto               | Gomme | Piloti          |    |    |    |     |    |     |    |    |    |    |     |    |    |    |    |   |    |    |  | Punti | Pos. |
| ---- | ------------------ | ----- | --------------- | -- | -- | -- | --- | -- | --- | -- | -- | -- | -- | --- | -- | -- | -- | -- | - | -- | -- |  | ----- | ---- |
| 2021 | Ducati Desmosedici | M     | Enea Bastianini | 10 | 11 | 9  | Rit | 14 | Rit | 10 | 16 | 15 | 12 | Rit | 12 | 6  | 3  | 6  | 3 | 9  | 8  |  | 143   | 8º   |
| 2021 | Ducati Desmosedici | M     | Luca Marini     | 16 | 18 | 12 | 15  | 12 | 17  | 12 | 15 | 18 | 14 | 5   | 15 | 20 | 19 | 14 | 9 | 12 | 17 |  | 143   | 8º   |

| Legenda | 1º posto        | 2º posto            | 3º posto            | A punti      | Senza punti        | Grassetto – Pole position Corsivo – Giro più veloce |
| Legenda | Gara non valida | Non qual./Non part. | Ritirato/Non class. | Squalificato | '-' Dato non disp. | Grassetto – Pole position Corsivo – Giro più veloce |